# Предановці
Предановці (словен. Predanovci) — поселення в общині Пуцонці, Помурський регіон, Словенія. Висота над рівнем моря: 197,2 м.